# أستراليا المفتوحة 1995
هنا قائمة ببطولات أستراليا المفتوحة لسنة 1995:

## الكبار

### فردي رجال
أندريه أغاسي () هزم بيت سامبراس (), 4-6, 6-1, 7-6, 6-4
- أول ألقاب أغاسي في السنة وال 25 في مشواره.

### فردي سيدات
ماري بيرسي () هزم أرانتكسا سانشيز فيكاريو (), 6-3, 6-2
- أول ألقاب بيرسي في السنة والسادس في مشوارها.

### زوجي رجال
جاريد بالمر وريتشي رينبرغ () هزم مارك نوليز () ودانييل نيستور (), 6-3, 3-6, 6-3, 6-2

### زوجي سيدات
يانا نوفوتنا () وأرانتكسا سانشيز فيكاريو () هزم غيغي فيرنانديز () وناتاليا زفريفا (), 6-3, 6-7 [3], 6-4

### زوجي مختلط
ريك ليتش () وناتاليا زفريفا () هزم سيرايل سك () وغيغي فيرنانديز (), 7-6 [4], 6-7 [3], 6-4